# Selet (Sävars socken, Västerbotten)
Selet är en sjö i Umeå kommun i Västerbotten och ingår i Sävaråns huvudavrinningsområde. Sjön har en area på 0,067 kvadratkilometer och ligger 176,3 meter över havet. Selet ligger i Sävarån Natura 2000-område. Sjön avvattnas av vattendraget Sävarån (Lossmenån).

## Delavrinningsområde
Selet ingår i det delavrinningsområde (712978-171663) som SMHI kallar för Vid mätstation Ytterträsk Nedre. Medelhöjden är 198 meter över havet och ytan är 1,81 kvadratkilometer. Räknas de 89 avrinningsområdena uppströms in blir den ackumulerade arean 624,78 kvadratkilometer. Avrinningsområdets utflöde Sävarån (Lossmenån) mynnar i havet. Avrinningsområdet består mestadels av skog (81 procent). Avrinningsområdet har 0,07 kvadratkilometer vattenytor vilket ger det en sjöprocent på 3,6 procent.